# غواص (پرنده)
غَواص‌ها گروهی از پرندگان آبزی هستند که در بسیاری بخش‌های شمال قاره آمریکا و شمال اوراسیا زندگی می‌کنند. بعضی گونه‌های آن‌ها همچنین برای زمستان‌گذرانی به شمال قاره استرالیا و جنوب قاره آفریقا نیز می‌روند. تمامی گونه‌های زنده غواص‌ها در سرده غواص‌ها (نام علمی: Gavia)، و تیرهٔ غواصان (Gaviidae) قرار دارند.

## گونه‌ها
سردهٔ غواص‌ها دارای ۶ گونه است:
- غواص آرام، Gavia pacifica
- غواص بزرگ شمالی، Gavia immer
- غواص گلوسرخ، Gavia stellata
- غواص گلوسیاه، Gavia arctica
- غواص نوک‌زرد، Gavia adamsii

گسترهٔ این گونه‌ها همهٔ نیم‌کره شمالی را در بر می‌گیرد. غواص معمولی از جمله پرندگان مشهور در کانادا است و تصویر آن بر پشت سکه‌های یک دلاری این کشور نقش بسته‌اند. به دلیل آنکه غواص در زبان انگلیسی Loon نامیده می‌شود، به این سکه‌ها «لونی» (Loonie) نیز می‌گویند.

## تغذیه
غواص‌ها توانایی بالایی در شکار آبزیان کوچک دارند. آن‌ها می‌توانند برای چندین دقیقه در زیر آب باقی بمانند؛ اگرچه بیشتر شیرجه‌هایشان کمتر از ۱ دقیقه طول می‌کشند. اغلب شکار در ژرفای پایین با نور کافی (کمتر از ۱۰ متر) انجام می‌شود، اما غواص‌های معمولی به زیر ۸۰ متر نیز شیرجه می‌زنند. غواص‌ها با توانایی دیدن خود شکار را می‌یابند و آن را به صورت عمود بر منقار خود شکار می‌کنند. غذای آن‌ها را ماهیانی از هر نوع و اندازه تشکیل می‌دهند، اما گاه سخت‌پوستانی چون میگو، و همچنین زالو و قورباغه را نیز شکار می‌کنند. آن‌ها تنها در هنگام بیمار شدن به خوردن گیاهان روی می‌آورند. غواص‌ها با خوردن تکه‌های کوچک سنگ و انباشتن آن‌ها در سنگدان خود به هضم غذایشان یاری می‌رسانند.